# Langer Heinrich
Der Lange Heinrich (englisch Langer Heinrich Mountain(s)), selten auch Langer Heinrichberg(e), ist ein Massiv bzw. Berg in der Namib in Namibia. Er liegt etwa 85 Kilometer östlich von Swakopmund. Sein höchster Gipfel ist 1153 m hoch.
Am 22. September 2005 nahm die Langer-Heinrich-Uranmine, ab Fuße des Berges gelegen, als zweites namibisches Uranbergwerk im Tagebau den Betrieb auf. Seit April 2018 ist das Bergwerk unter Care and maintenance.
Ein „Gedenkstein“ erinnert an den Besuch des namibischen Staatspräsidenten Hifikepunye Pohamba am 15. März 2007.

## Geschichte
Im Ersten Weltkrieg betrieb die deutsche Schutztruppe auf dem Massiv eine Heliografenstation, die am 20. März 1915 unter feindlichem Druck geräumt wurde. Von hier aus ließen sich Schiffs- und Truppenbewegungen der Briten bis zur Atlantikküste beobachten.